# 田鶴野村
田鶴野村（たづのむら）は、兵庫県城崎郡にあった村。現在の豊岡市中心部に北接する地域、円山川の右岸および一日市にあたる。田鶴野の由来は「田」は鶴城城主の田結庄氏。「鶴」は下鶴井。「野」は野田庄であったとされる。

## 地理
- 河川: 円山川

## 歴史
- 1889年（明治22年）4月1日 - 町村制の施行により、船町村・山本村・金剛寺村・森村・宮島村・野上村・下鶴井村・赤石村・一日市村の区域をもって発足。
- 1943年（昭和18年）4月1日 - 豊岡町に編入。同日田鶴野村廃止。

## 交通

### 鉄道路線
村域を鉄道省の宮津線（現・北近畿タンゴ鉄道宮津線）が通過したが、駅は所在しなかった。

## 名所・旧跡・観光スポット・祭事・催事 ・文化財
- 玄武洞
- 帯雲寺の十一面観音立像
- 金剛寺の宝浹印塔
- 金剛寺の足利尊氏寄進状
- 鶴城跡
- 金比羅神社の辛夷
- 田鶴野小学校